# Premio Urania
Il premio Urania è un concorso letterario annuale di fantascienza assegnato ad un romanzo italiano inedito. È stato bandito da Urania (nota collana specializzata pubblicata da Mondadori) a partire dal 1989. La vincita consiste nella pubblicazione dell'opera nella collana.

## Formato
La giuria è costituita da Giuseppe Lippi e Franco Forte che in passato erano stati, rispettivamente, il curatore e l'editor del Millemondi numero 14 della primavera 1998, un'antologia di 22 racconti di fantascienza di autori italiani intitolata Strani giorni. L'iniziativa era stata preceduta dal numero 1322 di Urania del novembre 1997, dedicato ai 45 anni di Urania, dal titolo Tutti i denti del mostro sono perfetti, di cui Valerio Evangelisti era stato il curatore assieme a Giuseppe Lippi, con 14 racconti di fantascienza di autori italiani.

### Vincitori
Nota: Dal 1996 la casa editrice ha cominciato ad indicare l'anno di assegnazione anziché quello del bando; di conseguenza il premio nel 1996 risulta non assegnato. Nel 2009 si è tornati al sistema precedente; conseguentemente, risultano due vincitori del Premio Urania 2008, anche se in realtà si tratta di due edizioni diverse.
- 1989 - 1ª edizione: Vittorio Catani, Gli universi di Antonio Moras, pubblicato come Gli universi di Moras (pubbl. su Urania n. 1120 del 1990)
- 1990 - 2ª edizione: Virginio Marafante, Luna di fuoco (Urania n. 1160 del 1991)
- 1991 - 3ª edizione: Francesco Grasso Ai due lati del muro (Urania n. 1189, 1992)
- 1992 - 4ª edizione: Nicoletta Vallorani, Il cuore finto di DR (Urania n. 1215, 1993)
- 1993 - 5ª edizione: Valerio Evangelisti, Nicolas Eymerich, inquisitore (Urania n. 1241, 1994)
- 1994 - 6ª edizione: Massimo Pietroselli, Miraggi di silicio (Urania n. 1267, 1995)
- 1995 - 7ª edizione: Luca Masali, I biplani di D'Annunzio (Urania n. 1296, 1996)
- 1997 - 8ª edizione: Massimo Mongai, Memorie di un cuoco d'astronave (Urania n. 1320, 1997)
- 1998 - 9ª edizione: Franco Ricciardiello, Ai margini del caos (Urania n. 1348, 1998)
- 1999 - 10ª edizione: Claudio Asciuti, La notte dei Pitagorici (Urania n. 1375, 1999)
- 2000 - 11ª edizione: Francesco Grasso, Masaniello è tornato, pubblicato come 2038: La rivolta (Urania n. 1403, 2000).
- 2001 - 12ª edizione: Donato Altomare, Mater Maxima (Urania n. 1426, 2001)
- 2002 - 13ª edizione: Lanfranco Fabriani Lungo i vicoli del tempo (Urania n. 1453, 2002)
- 2003 - 14ª edizione: Alberto Costantini, I sentieri di Ucronia, pubbl. Terre accanto (Urania n. 1478, 2003)
- 2004 - 15ª edizione: Paolo Aresi, La scala infinita, pubblicato come Oltre il pianeta del vento (Urania n. 1492, 2004)
- 2005 - 16ª edizione: Lanfranco Fabriani, Nelle nebbie del tempo (Urania n. 1504, 2005)
- 2006 - 17ª edizione: Alberto Costantini, Stella cadente (Urania n. 1516, 2006)
- 2007 - 18ª edizione: Giovanni De Matteo, Post Mortem, pubblicato come Sezione π² (Urania n. 1528, 2007)
- 2008 - 19ª edizione: Donato Altomare, Il dono di Svet (Urania n. 1540, 2008)
- 2008 - 20ª edizione: Francesco Verso, Il fabbricante di sorrisi, pubblicato come e-Doll (Urania n. 1552, 2009)
- 2009 - 21ª edizione: Alberto Cola, Lazarus (Urania n. 1565, 2010)
- 2010 - 22ª edizione: Maico Morellini, Il re nero (Urania n. 1576, 2011)
- 2011 - 23ª edizione: Alessandro Forlani, I senza-tempo (Urania n. 1588, 2012)
- 2012 - 24ª edizione: Piero Schiavo Campo, L'uomo a un grado kelvin (Urania n. 1600, 2013)
- 2013 - 25ª edizione: Glauco De Bona, Cuori strappati (Urania n. 1612, 2014)
- 2014 - 26ª edizione: Sandro Battisti, L'impero restaurato, ex aequo con Francesco Verso, Bloodbusters (Urania n. 1624: Il sangue e l'impero, 2015)[1]
- 2015 - 27ª edizione: Lukha B. Kremo, Pulphagus® (Urania n. 1636: Pulphagus® Fango dei cieli, 2016)[2]
- 2016 - 28ª edizione: Piero Schiavo Campo, Il sigillo del serpente piumato (Urania n. 1648, 2017)[3]
- 2017 - 29ª edizione: Claudio Vastano, Simbionti, (Urania n. 1660, 2018)[4]
- 2018 - 30ª edizione: Francesca Cavallero, Le ombre di Morjegrad, (Urania n. 1672, 2019)[5]
- 2019 - 31ª edizione: Davide Del Popolo Riolo, Il pugno dell'uomo, (Urania n. 1684, 2020)[6]
- 2020 - 32ª edizione: Elena di Fazio, Resurrezione, (Urania n. 1696, 2021)[7]
- 2021 - 33ª edizione: Franci Conforti, Spine, (Urania n. 1707, 2022)[8]
- 2022 - 34ª edizione: Davide Del Popolo Riolo, Per le ceneri dei padri, (Urania n. 1719, 2023)[9]
- 2023 - 35ª edizione: Antonio Benvenuti, Quando lottano gli dei, (Urania n. 1731, 2024)[10]
- 2024 - 36ª edizione: Elia Gonella, Occhi dal cielo, (Urania ottobre 2025)[11]

Sette autori hanno vinto il premio due volte: Grasso, Fabriani, Altomare, Costantini, Verso, Schiavo Campo e Del Popolo Riolo. Dalla ventesima alla ventiquattresima edizione il bando specifica che non possono partecipare “autori già pubblicati in Urania o collane a essa collegate”. La 26ª edizione ha visto per la prima volta due vincitori ex aequo.

### Finalisti pubblicati
Il bando prevede che solo il vincitore venga pubblicato, tuttavia alcuni romanzi finalisti sono stati in seguito pubblicati:
- ad aprile 2007 è stato pubblicato Infect@ di Dario Tonani, uno dei finalisti della 17ª edizione
- a febbraio 2010 è stato pubblicato un volume (nella collana Millemondi) che comprende due dei romanzi finalisti della diciottesima edizione: PhOxGen! e Un ascensore per l'ignoto
- ad agosto 2010 è stato pubblicato nella collana Segretissimo il romanzo Uomo^n di Marco Minicangeli, un finalista della diciannovesima edizione

## Premio Urania Short
Il 21 marzo 2017 è stato pubblicato sul blog di Urania il bando per la prima edizione del premio letterario Urania SHORT per il miglior racconto italiano inedito di fantascienza. In occasione della prima edizione il bando prevedeva che finalisti e vincitore venissero scelti dalla redazione ma nel bando per il 2018 la formula è cambiata, e prevede il voto dei lettori con la pubblicazione nel mese di novembre 2018 dei tre finalisti. Dopo lo spoglio delle schede di voto terminato il 15 gennaio 2019, è stato proclamato il vincitore dell'edizione 2018.

### Vincitori
- 2017 - 1ª edizione: Linda De Santi, Saltare avanti, pubblicato sul numero 1648.
- 2018 - 2ª edizione: Massimiliano Giri, I polmoni del nuovo mondo, pubblicato sul numero 1660.
- 2019 - 3ª edizione: Fabio Aloisio, Mercy, pubblicato sul numero 1672.
- 2020 - 4ª edizione: Michela Lazzaroni, Un patto equo, pubblicato sul numero 1684.
- 2021 - 5ª edizione: Elisa Franco, Lo stato gassoso dei fantasmi, pubblicato sul numero 1696.
- 2022 - 6ª edizione: Alessandro Montoro, La causa fantasma, pubblicato sul numero 1707.[12]
- 2023 - 7ª edizione: Lorenzo Davia, Testimone Vivente, pubblicato sul numero 1719.[13]
- 2024 - 8ª edizione: Martina Scalzerle, Padre e figlio, pubblicato sul numero 1731.
- 2025 - 9ª edizione: Giuliano Olivotto, La sfera degli dei, ottobre 2025.[14]